# 一〇〇式三十七粍戦車砲
一〇〇式三十七粍戦車砲（100しき37みりせんしゃほう）とは、大日本帝国陸軍が1939年に開発を開始した口径37mmの戦車砲。九八式軽戦車の主砲として少数が使用された。

## 概要
1939年（昭和14年）当時、九四式三十七粍戦車砲の威力を向上させ、九四式三十七粍砲と弾薬筒を共用することを目的として九八式三十七粍戦車砲を開発中であったが、更に同砲の初速を向上させ、車載機関銃と同軸としたものをケニ車装備用として研究着手し、同年12月試製砲を発注した。翌1940年（昭和15年）8月第1回試験を実施、同年9月には車載重機関銃と照準具を装着して機能、抗堪性、弾道性試験、同年10月ケニ車に搭載して射撃試験をそれぞれ実施した。翌1941年（昭和16年）2月陸軍戦車学校及び陸軍騎兵学校に委託して実用試験を行った。この結果実用に適するとの判定を得た。この後更に実用試験の結果を踏まえた修正を施し、修正試験を実施した。以上の結果ケニ車整備用として適当であると認められ、制式制定を上申した。
本砲は九八式三十七粍戦車砲同様の構造だが、砲身は延長され、砲架は九七式車載重機関銃との双連（連装）とされている。砲塔の旋回に拠らず砲架自体が固有の方向射界を持ち、肩当式照準であることは九〇式五糎七戦車砲以降の日本陸軍の中小口径戦車砲同様であった。
本砲は、九四式三十七粍砲や九八式三十七粍戦車砲と弾薬（弾薬筒）は同一であり共用可能であった。
大阪造兵廠第一製造所の1942年（昭和17年）10月末の火砲製造完成数によれば、この時点での本砲の累積製造数は40門であった。

## 装甲貫徹能力
本砲と貫通威力が近似すると思われる（弾薬筒が共用であり初速がほぼ同じ）九四式三十七粍砲の場合、九四式徹甲弾の装甲板に対する貫徹能力は350mで30mm（存速575m/秒）、800mで25mm（同420m/秒）、1,000mで20mm（同380m/秒）であり、一式徹甲弾（全備筒量1,236g）の貫徹能力は第一種防弾鋼板に対して射距離1000mで25mm、砲口前（距離不明、至近距離と思われる）では50mmであった。
また1942年5月の資料によれば、九四式三十七粍砲は、試製徹甲弾である弾丸鋼第一種丙製蛋形徹甲弾（一式徹甲弾に相当）を使用した場合、以下の装甲板を貫通するとしている。
- 200mで49mm（第一種防弾鋼板）/28mm（第二種防弾鋼板）
- 500mで41mm（第一種防弾鋼板）/24mm（第二種防弾鋼板）
- 1,000mで31mm（第一種防弾鋼板）/16mm（第二種防弾鋼板）
- 1,500mで23mm（第一種防弾鋼板）/15mm（第二種防弾鋼板）

九四式三十七粍砲を鹵獲したアメリカ旧陸軍省の1945年8月の情報資料によれば、垂直装甲に対して射距離0ヤード（0m）で2.1インチ（約53mm）、射距離250ヤード（約228.6m）で1.9インチ（約48mm）、射距離500ヤード（約457.2m）で1.7インチ（約43mm）を貫通するとしている(ただし使用弾種は九四式徹甲弾となっているが、貫徹威力が日本側の一式徹甲弾のデータと近似していることから、米側の表記ミスか双方の徹甲弾を混同した可能性がある。)。

これらの徹甲弾は弾頭内に炸薬を有する徹甲榴弾（AP-HE）であり、貫徹後に車内で炸裂して乗員の殺傷及び機器の破壊を行うのに適していた。